# Super Bowl LX
Der Super Bowl LX ist der 60. Super Bowl, das Endspiel der Saison 2025 der National Football League (NFL) im American Football. Das Spiel wird voraussichtlich am 8. Februar 2026 im Levi’s Stadium in Santa Clara, Kalifornien stattfinden.

## Austragungsort
Seit dem Super Bowl LVII hat die Liga alle Entscheidungen über die Austragungsorte getroffen. Es gibt kein Bieterverfahren an sich: Die Liga wählt einseitig einen potenziellen Austragungsort aus, das ausgewählte Team stellt einen Vorschlag für die Austragung zusammen und dann stimmen die Ligabesitzer darüber ab, ob dieser annehmbar ist.
Am 18. Mai 2023 wurde berichtet, dass das Levi’s Stadium, die Heimstätte der San Francisco 49ers, als Favorit für den Austragungsort des Super Bowl LX gilt.
Am 22. Mai gab die NFL offiziell bekannt, dass der Super Bowl LX im Stadion der San Francisco 49ers ausgetragen werden wird. Es ist das zweite Mal, dass das Levi’s Stadium Austragungsort des Super Bowls sein wird, das erste Mal war es der Super Bowl 50.